# Dogborn
Dogborn är en svensk drama-thrillerfilm från 2022. Filmen är regisserad av Isabella Carbonell, som även har skrivit manus. Silvana Imam gör här sin filmdebut.
Filmen hade svensk premiär den 3 februari 2023 på Göteborg Film Festival och biopremiär i Sverige den 10 februari samma år, utgiven av NonStop Entertainment.

## Handling
Filmen handlar om ett hemlöst tvillingpar som rör sig under radarn från samhällets regler. Syskonen är väldigt olika. Hon har väldigt kort stubin medan han är avvaktande och betraktande. De tvingas söka sig till kriminella kretsar för sin överlevnad och får i uppdrag att sköta leveranser med okänt innehåll genom ett vinterkyligt Norrköping. När innehållet avslöjas sätts deras mänsklighet på prov.

## Rollista (i urval)
- Silvana Imam – Systern
- Philip Oros – Brodern
- Emma Lu – Yubi
- Mia Liu – Mai
- Henrik Norlén – Yann
- Hannes Meidal – Kjell
- Rikard Svensson – Simon

## Produktion
Filmen är producerad av Farima Karimi, David Herdies och Erik Andersson på Momento Film, med stöd från SVT, Svenska Filminstitutet och Norrköpings filmfond. Den är inspelad i Norrköping.